# Cuauhtémoc
Numele de Cuauhtémoc (sau Cuauhtémoc Moctezuma II) se referă la utimul rege aztec, cunoscut ca Hueyi Tlatoani.  Pentru alte utilizări ale toponimului din limba Nahuatl, vedeți Cuauhtémoc (dezambiguizare).
Cuauhtémoc (alte denumiri Cuauhtemotzin, Guatimozin sau Guatemoc; n. cca. 1495 – d. 28 februarie 1525) a fost un conducător aztec (tlatoani) din Tenochtitlan în perioada 1520-1521. Numele Cuāuhtemōc (pronunție în limba Nahuatl: [kʷaːʍˈtemoːk]) înseamnă „Cel care a coborât ca un vultur” în sensul de pregătirea vulturului pentru a prinde prada în zbor, astfel încât acest nume implică agresivitate și determinare.
Cuauhtemoc a preluat puterea în 1520 ca succesor al lui Cuitláhuac și era un nepot al fostului împărat Montezuma al II-lea. Tânăra sa soție, mai târziu cunoscută ca Isabel Moctezuma, era una dintre fiicele lui Moctezuma. El a urcat pe tron la vârsta de 25 de ani, în timp ce orașul lui era asediat de spanioli și devastat de o epidemie de variolă adusă în Lumea Nouă de europeni. Probabil că după Masacrul din Marele Templu erau puține căpetenii aztece care să fie în măsură să ia poziție.